# Fruhstorferiola rubicornis
Fruhstorferiola rubicornis är en insektsart som beskrevs av Zheng, Z. och F-m. Shi 1998. Fruhstorferiola rubicornis ingår i släktet Fruhstorferiola och familjen gräshoppor. Inga underarter finns listade i Catalogue of Life.